# Josip Černi
Josip Černi, hrvaški (jugoslovanski) admiral, * 30. januar 1903, Maribor, Štajerska, Avstro-Ogrska, † 4. april 2000, Reka, Primorsko-goranska županija, Hrvaška.

## Življenjepis
Njegov oče, veterinar ponemčenega češkega rodu Josip Černy, se je po svoji upokojitvi in malo pred njegovim rojstvom preselil v Maribor iz Hrvaške, kjer je služboval v zadnjem delu svoje poklicne kariere, od 1885 v Zagrebu kot ravnatelj novoustanovljene podkovske šole.
Zaključil je nižjo stopnjo vojaške akademije v Beogradu ter v Dubrovniku pripravnico za pomorske častnike. V Jugoslaviji in Veliki Britaniji se je specializiral za torpedarstvo, minerstvo in podmorničarstvo. Ob začetku 2. svetovne vojne je kot kapitan korvete Vojske Kraljevine Jugoslavije obiskoval višjo vojaško pomorsko akademijo, po vojni pa še šolo operatike Višje vojne akademije v Beogradu. Od novembra 1941 je ilegalno sodeloval z narodnoosvobodilno borbo. Po aretaciji fašistov je bil v italijanski internaciji. Po prihodu domov, je bil 1943 sprejet v Komunistično partijo Jugoslavije in jeseni istega leta postal komandant artilerije pri štabu Primorske operativne cone, nato je prešel v Vrhovni štab Narodnoosvobodilne vojske in partizanskih odredov Jugoslavije, ter kmalu nato postal komandant mornarice Narodnoosvobodilne vojske Jugoslavije (oz. kasneje jugoslovanske vojne mornarice, 1943–1950). 1944 je postal generalmajor, viceadmiral 1947 in admiral 1961. Leta 1950 je postal pomočnik načelnika generalštaba JLA za vojno mornarico (do 1953), nato komandant eskadre JVM (do 1956) in nazadnje (do 1960) načelnik uprave inštituta za mornariško-tehnične raziskave. V Beogradu je 1952 končal Višjo vojaško akademijo JLA. Bil je nosilec partizanske spomenice in reda vojne zastave.